# Cloniophorus tricolor
Cloniophorus tricolor är en skalbaggsart som beskrevs av Jordan 1894. Cloniophorus tricolor ingår i släktet Cloniophorus och familjen långhorningar.
Artens utbredningsområde är:
- Angola.
- Gabon.

Inga underarter finns listade i Catalogue of Life.